# Pont-sur-Meuse
Pont-sur-Meuse – miejscowość i gmina we Francji, w regionie Grand Est, w departamencie Moza.
Według danych na rok 1990 gminę zamieszkiwały 154 osoby, a gęstość zaludnienia wynosiła 42 osób/km² (wśród 2335 gmin Lotaryngii Pont-sur-Meuse plasuje się na 891. miejscu pod względem liczby ludności, natomiast pod względem powierzchni na miejscu 1122.).